# سیارک ۱۶۵۳
سیارک ۱۶۵۳ (به انگلیسی: 1653 Yakhontovia، نامگذاری:1937RA) هزار و ششصد و پنجاه و سومین سیارک کشف شده‌است که در ۳۰ اوت ۱۹۳۷ و در رصدخانه سایمیز کشف شد.
قدر مطلق سیارک برابر ۱۱٫۴۰ است.